# 切尔尼戈夫卡 (滨海边疆区)
切尔尼戈夫卡（俄语：Черниговка）是切尔尼戈夫卡区的行政中心，人口1,0124人。1886年10月1日，来自切尔尼戈夫省克罗列韦茨县穆京村的25户农民在兴凯平原上扎哈莫河（现切尔尼戈夫卡河）畔的平地上建立了村庄，为了纪念切尔尼戈夫省，村庄被命名为切尔尼戈夫卡村。它是俄罗斯远东地区人口第二多的村，西伯利亚铁路穿过该村。